# Vachellia
Vachellia Wight & Arn., 1834 è un genere di piante angiosperme della famiglia delle Fabacee che comprende oltre 150 specie.
Il nome del genere è un omaggio al sacerdote e botanico britannico rev. George Harvey Vachell (1799-1839).

## Distribuzione e habitat
Il genere ha un areale pantropicale, che si estende dalle Americhe, all'Africa, all'Asia e all'Oceania.

## Tassonomia
Le specie di questo genere erano in passato attribuite al genere Acacia (sottogenere Acacia).
Il genere Vachellia comprende le seguenti specie:
- Vachellia abyssinica (Hochst. ex Benth.) Kyal. & Boatwr.
- Vachellia acuifera (Benth.) Seigler & Ebinger
- Vachellia albicorticata (Burkart) Seigler & Ebinger
- Vachellia allenii (D.H.Janzen) Seigler & Ebinger
- Vachellia amythethophylla (Steud. ex A.Rich.) Kyal. & Boatwr.
- Vachellia ancistroclada (Brenan) Kyal. & Boatwr.
- Vachellia anegadensis (Britton) Seigler & Ebinger
- Vachellia antunesii (Harms) Kyal. & Boatwr.
- Vachellia arenaria (Schinz) Kyal. & Boatwr.
- Vachellia aroma (Gillies ex Hook. & Arn.) Seigler & Ebinger
- Vachellia astringens (Gillies ex Hook. & Arn.) Speg.
- Vachellia azuana R.G.García, Clase, Ebinger & Seigler
- Vachellia baessleri H.D.Clarke, Seigler & Ebinger
- Vachellia barahonensis (Urb. & Ekman) Seigler & Ebinger
- Vachellia bavazzanoi (Pic.Serm.) Kyal. & Boatwr.
- Vachellia belairioides (Urb.) Seigler & Ebinger
- Vachellia bellula (Drake) Boatwr.
- Vachellia biaciculata (S.Watson) Seigler & Ebinger
- Vachellia bidwillii (Benth.) Kodela
- Vachellia bilimekii (J.F.Macbr.) Seigler & Ebinger
- Vachellia bolei (R.P.Subhedar) Ragup., Seigler, Ebinger & Maslin
- Vachellia borleae (Burtt Davy) Kyal. & Boatwr.
- Vachellia brandegeeana (I.M.Johnst.) Seigler & Ebinger
- Vachellia bravoensis (Isely) Seigler & Ebinger
- Vachellia bucheri (Vict.) Seigler & Ebinger
- Vachellia bullockii (Brenan) Kyal. & Boatwr.
- Vachellia burttii (Baker f.) Kyal. & Boatwr.
- Vachellia bussei (Harms ex Y.Sjöstedt) Kyal. & Boatwr.
- Vachellia californica (Brandegee) Seigler & Ebinger
- Vachellia campbellii (Arn.) A.Deshp. & Maslin
- Vachellia campeachiana (Mill.) Seigler & Ebinger
- Vachellia caurina (Barneby & Zanoni) Seigler & Ebinger
- Vachellia caven (Molina) Seigler & Ebinger
- Vachellia × cedilloi (L.Rico) Seigler & Ebinger
- Vachellia cernua (Thulin & A.S.Hassan) Kyal. & Boatwr.
- Vachellia chiapensis (Saff.) Seigler & Ebinger
- Vachellia choriophylla (Benth.) Seigler & Ebinger
- Vachellia clarksoniana (Pedley) Kodela
- Vachellia collinsii (Saff.) Seigler & Ebinger
- Vachellia constricta (Benth.) Seigler & Ebinger
- Vachellia cookii (Saff.) Seigler & Ebinger
- Vachellia cornigera (L.) Seigler & Ebinger
- Vachellia cucuyo (Barneby & Zanoni) Seigler & Ebinger
- Vachellia curvifructa (Burkart) Seigler & Ebinger
- Vachellia daemon (Ekman & Urb.) Seigler & Ebinger
- Vachellia davyi (N.E.Br.) Kyal. & Boatwr.
- Vachellia ditricha (Pedley) Kodela
- Vachellia dolichocephala (Harms) Kyal. & Boatwr.
- Vachellia douglasica (Pedley) Kodela
- Vachellia drepanolobium (Harms ex Y.Sjöstedt) P.J.H.Hurter
- Vachellia dyeri (P.P.Sw. ex Coates Palgr.) Kyal. & Boatwr.
- Vachellia eburnea (L.f.) P.J.H.Hurter & Mabb.
- Vachellia ebutsiniorum (P.J.H.Hurter) Kyal. & Boatwr.
- Vachellia edgeworthii (T.Anderson) Kyal. & Boatwr.
- Vachellia elatior (Brenan) Kyal. & Boatwr.
- Vachellia erioloba (E.Mey.) P.J.H.Hurter
- Vachellia erythrophloea (Brenan) Kyal. & Boatwr.
- Vachellia etbaica (Schweinf.) Kyal. & Boatwr.
- Vachellia exuvialis (I.Verd.) Kyal. & Boatwr.
- Vachellia farnesiana (L.) Wight & Arn.
- Vachellia fischeri (Harms) Kyal. & Boatwr.
- Vachellia flava (Forssk.) Kyal. & Boatwr.
- Vachellia flexuosa (Humb. & Bonpl. ex Willd.) Forero & C.Romero
- Vachellia gentlei (Standl.) Seigler & Ebinger
- Vachellia gerrardi (Benth.) P.J.H.Hurter
- Vachellia × gladiata (Saff.) Seigler & Ebinger
- Vachellia glandulifera (S.Watson) Seigler & Ebinger
- Vachellia globulifera (Saff.) Seigler & Ebinger
- Vachellia grandicornuta (Gerstner) Seigler & Ebinger
- Vachellia guanacastensis (H.D.Clarke, Seigler & Ebinger) Seigler & Ebinger
- Vachellia gummifera (Willd.) Kyal. & Boatwr.
- Vachellia haematoxylon (Willd.) Seigler & Ebinger
- Vachellia harala (Thulin & Al-Gifri) Ragup., Seigler, Ebinger & Maslin
- Vachellia harmandiana (Pierre) Maslin, Seigler & Ebinger
- Vachellia hebeclada (DC.) Kyal. & Boatwr.
- Vachellia hindsii (Benth.) Seigler & Ebinger
- Vachellia hockii (De Wild.) Seigler & Ebinger
- Vachellia horrida (L.) Kyal. & Boatwr.
- Vachellia hunteri (Oliv.) Ragup., Seigler, Ebinger & Maslin
- Vachellia inopinata (Prain) Maslin, Seigler & Ebinger
- Vachellia insulae-iacobi (L.Riley) Seigler & Ebinger
- Vachellia jacquemontii (Benth.) Ali
- Vachellia janzenii (Ebinger & Seigler) Seigler & Ebinger
- Vachellia johnwoodii (Boulos) Ragup., Seigler, Ebinger & Maslin
- Vachellia karroo (Hayne) Banfi & Galasso
- Vachellia kingii (Prain) Maslin, Seigler & Ebinger
- Vachellia kirkii (Oliv.) Kyal. & Boatwr.
- Vachellia koltermanii R.G.García, M.M.Mejía, Ebinger & Seigler
- Vachellia kosiensis (P.P.Sw. ex Coates Palgr.) Kyal. & Boatwr.
- Vachellia lahai (Steud. & Hochst. ex Benth.) Kyal. & Boatwr.
- Vachellia lasiopetala (Oliv.) Kyal. & Boatwr.
- Vachellia latispina (J.E.Burrows & S.M.Burrows) Kyal. & Boatwr.
- Vachellia leucophloea (Roxb.) Maslin, Seigler & Ebinger
- Vachellia leucospira (Brenan) Kyal. & Boatwr.
- Vachellia luederitzii (Engl.) Kyal. & Boatwr.
- Vachellia macracantha (Humb. & Bonpl. ex Willd.) Seigler & Ebinger
- Vachellia malacocephala (Harms) Kyal. & Boatwr.
- Vachellia mayana (Lundell) Seigler & Ebinger
- Vachellia mbuluensis (Brenan) Kyal. & Boatwr.
- Vachellia melanoceras (Beurl.) Seigler & Ebinger
- Vachellia myaingii (Lace) Maslin, Seigler & Ebinger
- Vachellia myrmecophila (R.Vig.) Boatwr.
- Vachellia natalitia (E.Mey.) Kyal. & Boatwr.
- Vachellia nebrownii (Burtt Davy) Seigler & Ebinger
- Vachellia negrii (Pic.Serm.) Kyal. & Boatwr.
- Vachellia nilotica (L.) P.J.H.Hurter & Mabb.
- Vachellia oerfota (Forssk.) Kyal. & Boatwr.
- Vachellia origena (Hunde) Kyal. & Boatwr.
- Vachellia ormocarpoides (P.J.H.Hurter) Kyal. & Boatwr.
- Vachellia oviedoensis (R.G.García & M.M.Mejía) Seigler & Ebinger
- Vachellia pacensis (Rudd & A.M.Carter) Seigler & Ebinger
- Vachellia pachyphloia (W.Fitzg) Kodela
- Vachellia pallidifolia (Tindale) Kodela
- Vachellia paolii (Chiov.) Kyal. & Boatwr.
- Vachellia pennatula (Schltdl. & Cham.) Seigler & Ebinger
- Vachellia pennivenia (Balf.f.) F.L.Anderson & Knees
- Vachellia permixta (Burtt Davy) Kyal. & Boatwr.
- Vachellia pilispina (Pic.Serm.) Kyal. & Boatwr.
- Vachellia planifrons (Wight & Arn.) Ragup., Seigler, Ebinger & Maslin
- Vachellia polypyrigenes (Greenm.) Seigler & Ebinger
- Vachellia prasinata (Hunde) Kyal. & Boatwr.
- Vachellia pringlei (Rose) Seigler & Ebinger
- Vachellia pseudofistula (Harms) Kyal. & Boatwr.
- Vachellia qandalensis (Thulin) Kyal. & Boatwr.
- Vachellia quintanilhae (Torre) Kyal. & Boatwr.
- Vachellia reficiens (Wawra & Peyr.) Kyal. & Boatwr.
- Vachellia rehmanniana (Schinz) Kyal. & Boatwr.
- Vachellia rigidula (Benth.) Seigler & Ebinger
- Vachellia robbertsei (P.P.Sw. ex Coates Palgr.) Kyal. & Boatwr.
- Vachellia robusta (Burch.) Kyal. & Boatwr.
- Vachellia roigii (León) Seigler & Ebinger
- Vachellia rorudiana (Christoph.) Seigler & Ebinger
- Vachellia ruddiae (D.H.Janzen) Seigler & Ebinger
- Vachellia × ruthvenii Seigler & Ebinger
- Vachellia schaffneri (S.Watson) Seigler & Ebinger
- Vachellia schottii (Torr.) Seigler & Ebinger
- Vachellia sekhukhuniensis (P.J.H.Hurter) Kyal. & Boatwr.
- Vachellia seyal (Delile) P.J.H.Hurter
- Vachellia siamensis (Craib) Maslin, Seigler & Ebinger
- Vachellia sieberiana (DC.) Kyal. & Boatwr.
- Vachellia sphaerocephala (Cham. & Schltdl.) Seigler & Ebinger
- Vachellia × standleyi (Saff.) Seigler & Ebinger
- Vachellia stuhlmannii (Taub.) Kyal. & Boatwr.
- Vachellia suberosa (A.Cunn. ex Benth.) Kodela
- Vachellia sutherlandii (F.Muell.) Kodela
- Vachellia swazica (Burtt Davy) Kyal. & Boatwr.
- Vachellia tenuispina (I.Verd.) Kyal. & Boatwr.
- Vachellia tephrophylla (Thulin) Kyal. & Boatwr.
- Vachellia theronii (P.P.Sw.) Boatwr.
- Vachellia tomentosa (Rottler) Maslin, Seigler & Ebinger
- Vachellia torrei (Brenan) Kyal. & Boatwr.
- Vachellia tortilis (Forssk.) Galasso & Banfi
- Vachellia tortuosa (L.) Seigler & Ebinger
- Vachellia valida (Tindale & Kodela) Kodela
- Vachellia vernicosa (Britton & Rose) Seigler & Ebinger
- Vachellia viguieri (Villiers & Du Puy) Boatwr.
- Vachellia walwalensis (Gilliland) Kyal. & Boatwr.
- Vachellia xanthophloea (Benth.) Banfi & Galasso
- Vachellia yemenensis (Boulos) Ragup., Seigler, Ebinger & Maslin
- Vachellia zanzibarica (S.Moore) Kyal. & Boatwr.
- Vachellia zapatensis (Urb. & Ekman) Seigler & Ebinger
- Vachellia × ziggyi Seigler & Ebinger